# La troupe du Roi de Suede

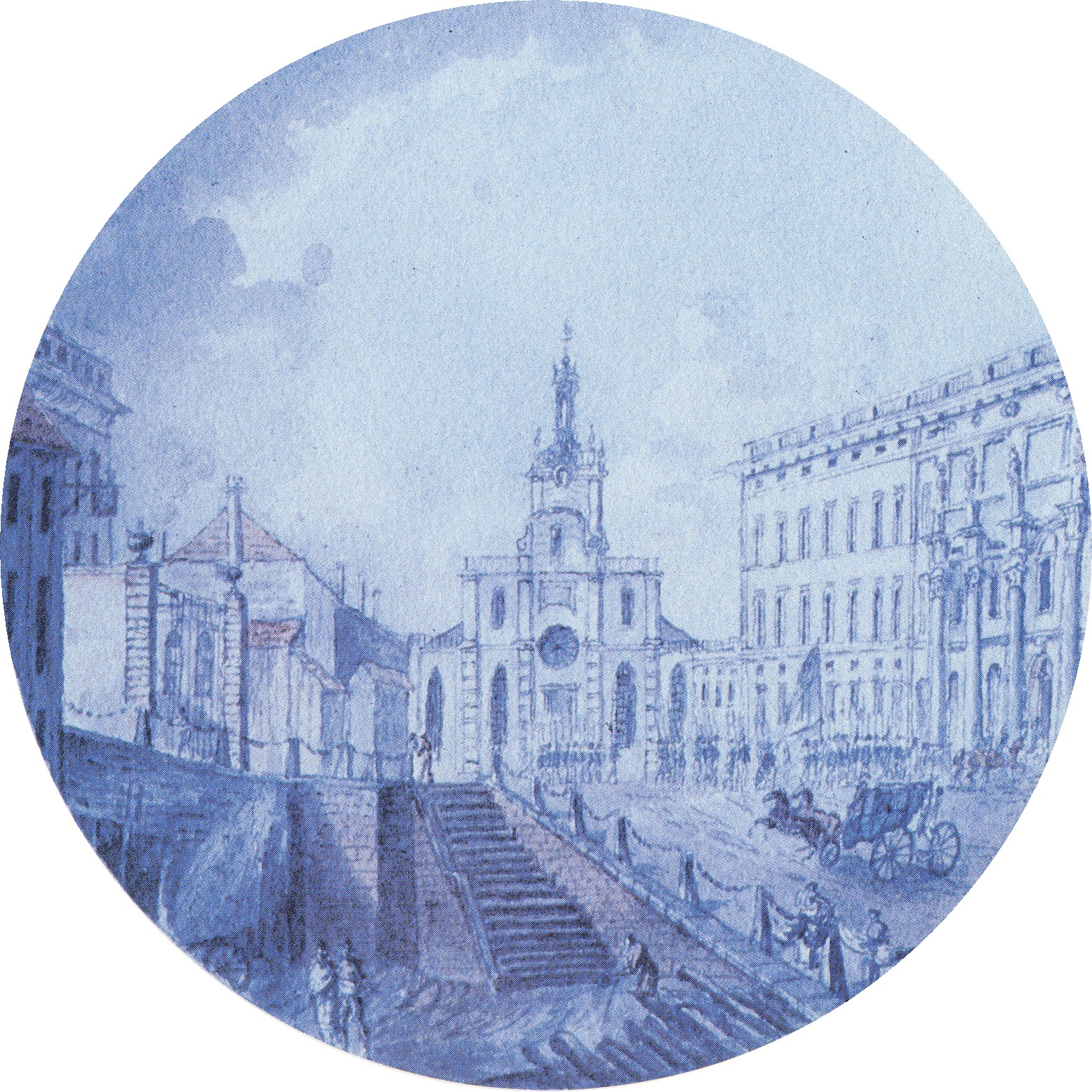
Stora Bollhuset 1780

La troupe du Roi de Suede, förkortning Roi de Suede, var en svensk franskspråkig hovteater, aktiv från 1699 till 1706. Den är i svensk teaterhistoria ofta omnämnd som Rosidors teatertrupp efter sin direktör, Claude Guilmois de Rosidor. 
Rosidors teatersällskap engagerades av Karl XII eftersom en fransk hovteater vid denna tidpunkt ansågs vara en självklar del av ett hovs representation. De anlitades av Daniel Cronström i Metz 22 augusti 1699. Enligt kontraktet skulle de ha teatermonopol i Stockholm, få uppträda offentligt liksom inför hovet två gånger i veckan och vara undantagna från klädförordningarna och alltså få klä sig som de ville. 
De uppträdde för första gången vid Hedvig Eleonoras födelsedag 23 oktober 1699 i en alkov i Ulrika Eleonoras sängkammare: den officiella premiären var dock i komedisalen i Wrangelska palatset 20 november 1699 med Le Jouer av Regnard. De uppträdde både inne på kungliga slottet och i Stora Bollhusets teaterlokal. 
Sällskapet spelade verk av Cornelille, Molière, Dancourt och Racine. De uppförde både drama, opera och balett, och bedöms ha hållit hög kvalitet. Efter segern vid Narva 1701 uppförde de »Le Garneval, languisant de Fabsence du Roi, consolé et retabli par la gloire de Sa Mejesté» och tragedin Arminius (troligen av Georges de Scudery) som en del av segerfirandet vid hovet, följt av middag och bal: hertigens av Holstein födelsedag 1706 ska ha firats på samma sätt.   
Efter utbrottet av det stora nordiska kriget 1700, då en stor del av hovet lämnade landet för att tjänstgöra i kriget, kom hovteatern i en dålig finansiell situation. Hedvig Eleonora ville inte tillåta att skådespel uppfördes vid hovet sedan Karl XII lämnat Sverige för att delta i kriget, men Karl XII gav då order om att hovet skulle bevista föreställningar i Bollhuset. 
De bekostade själva inredningen i teatern Stora Bollhuset, där de från februari 1700 uppträdde inför allmänheten i Stockholm. De kan därför sägas ha varit en av Stockholms första offentliga teatrar. De blev inte populära bland Stockholms allmänhet, huvudsakligen på grund av språkförbistring. De arrangerade också offentliga maskeradbaler på Bollhuset, något som då var populärt i Paris men som i Sverige ansågs omoraliskt. Maskeradbalerna, som kombinerades med kortspel, anmäldes 1701 av överståthållaren, vilket resulterade i att de därefter inte fick hållas efter klockan nio på kvällen. Marie Toubelle och Helene Delamare, som båda anklagades för osedlighet, blev samtidigt avskedade ur truppen. Truppen leddes av Rosidor fram till 1703, men sedan denne blivit degraderad på grund av olämpligt uppträdande, bland annat flera dueller, av Sevigny.      
Sällskapet uppträdde för den svenska armén i fält vid åtminstone ett tillfälle: vid Karl XII:s fältläger utanför Thorn i juni 1703.   
År 1703 lämnade en stor del av sällskapet Sverige, sedan kontraktet inte förnyats. Teatern har därför ibland ansetts ha upplösts det året. Flera av dess medlemmar stannade dock kvar i Sverige och fortsatte sin verksamhet. Från 1703 bestod truppen endast av familjen Sévigny, paret Duchemin, familjen Rosidor, samt aktörerna De la Roque och Chantreau, men år 1704 fortsatte de enligt uppgift sin verksamhet och fick ett nytt tvåårskontrakt. Sällskapet lämnade slutgiltigt Sverige när det sista kontraktet löpte ur 8 april 1706.

## Medlemmar
- Marie Anne Aubert, sångerska
- Jean Francois Bénard, dansare
- J.B. de Crous, musiker
- Gillette Boutelvier-Duchemin, d. 1765
- Jean Pierre Duchemin, 1674–1754
- Antoine Dupré, dansare
- Francoise Fabe-Picard, dansare
- Claude Guilmois de Rosidor, född före 1660, död efter 1718, direktör
- Marianne Guillemay du Chesnay Bérge de Rosidor
- Robert Lemoine de la France, musiker
- Henri de la Motte, musiker
- Louis Picard, dansare
- Jacques Rénot, musiker
- Marie Trouche-du Chesnay-de Rosidor, d. 1705.
- Paul Belleville de Foy, 1699-1700
- Chantreau, 1703
- Charles Gourlin dit Roselis, 1699-1700
- M. François de la Traverse, sieur de Sévigny (1658 - 1715), 1700-1706
- Catherine Lenuque, épouse Toubel, 1699-1701
- Marie Longueil La Roque, 1702
- Charles-Louis Pallai Versigny, 1700
- Jacques Sarabat dit La Rocque
- François Toubel, 1699-1702